# Amorphophallus beccarii
Amorphophallus beccarii är en kallaväxtart som beskrevs av Adolf Engler. Amorphophallus beccarii ingår i släktet Amorphophallus och familjen kallaväxter. Inga underarter finns listade.